# Caluquembe
Caluquembe, ou Kalukembe, est une ville et municipalité angolaise de la province de Huila. Elle est peuplée de 25 933 habitants (estimation 2010).

## Géographie
La ville est à environ 600 km au sud de Luanda et 200 km de l'Atlantique, sur les hauteurs du plateau angolais.